# Jean de Breteuil
Pour les articles homonymes, voir Famille Le Tonnelier de Breteuil et Breteuil.
Jean de Breteuil, né le 15 novembre 1949 à Paris et mort le 25 juin 1972 à Tanger au Maroc, est un aristocrate et play-boy français qui, de la fin des années 1960 au début des années 1970, a écoulé des stupéfiants dans le milieu de l'industrie du spectacle. Sa vie est connue principalement à travers la biographie de Jim Morrison écrite par le journaliste américain Stephen Davis en 2011.

## Biographie

### Origines
Membre de la famille Le Tonnelier de Breteuil, fils de Charles de Breteuil et de Madeleine Redier, sa seconde épouse dite Boule de Breteuil, Jean grandit à Marrakech au Maroc où il côtoie la jet set.
En 1960, à la mort de son père, il hérite du titre de comte et des biens de son père concentrés en Afrique française du Nord, en particulier au Maroc.

### Études
Jean de Breteuil poursuit ses études secondaires, de 1961 à 1968, à l'École des Roches près de Verneuil-sur-Avre en Normandie[source insuffisante], puis s'inscrit comme étudiant à l'université de Californie à Los Angeles,.

### Liaisons
Surnommé par les Américains le « junkie aristo », Jean de Breteuil  dilapide une grande partie de son patrimoine et commence à vendre de l'héroïne à de grands groupes musicaux anglais et américains faisant étape à Paris. Il devient l'amant de Talitha Getty, actrice et mannequin de nationalité néerlandaise, morte dans des circonstances troubles en juillet 1971 et épouse de John Paul Getty Jr.,. Breteuil fournit à des clients célèbres le haschisch et l'opium qu'il se procure par l'intermédiaire d'un chauffeur marocain employé par le consulat général de France à Los Angeles, lorsqu'il fait la connaissance de Pamela Courson et de son compagnon, le chanteur Jim Morrison. Il devient l'amant de celle-ci qui, souvent, adore se vanter prétentieusement d'avoir un petit ami « de la véritable royauté française »,.
Le 4 octobre 1970, à Los Angeles, la chanteuse Janis Joplin meurt d'une overdose dans sa chambre d'hôtel après avoir consommé une héroïne pure fournie par Breteuil. Pris de panique, celui-ci quitte alors la ville pour rejoindre Paris, accompagné de Pamela Courson, laquelle a laissé un mot d'explication à Jim Morrison.
Vers Noël 1970, alors que les Doors terminent l'enregistrement en studio du disque L.A. Woman, Pamela Courson retourne à Los Angeles, pour persuader Jim Morrison de quitter le groupe et s'installer à Paris avec elle. Il accepte et emménage dans un appartement de la rive droite trouvé « grâce aux relations de Jean de Breteuil ».
Breteuil est alors proche du guitariste Keith Richards des Rolling Stones. Il l'approvisionne en drogue — on mentionne une héroïne thaïlandaise rose très pure transportée dans un poudrier de femme et surnommée cotton candy (barbe à papa), — quand le guitariste séjourne à la villa Nellcote qu'il loue sur la côte d'Azur ; Richards met à sa disposition sa maison de Londres. À l'occasion d'un de ses séjours dans la capitale britannique, Jean de Breteuil entame une liaison avec Marianne Faithfull.
En juin 1971, il voyage de Londres à Paris en compagnie de Marianne Faithfull et déloge Pamela Courson de son appartement parisien. Cette dernière va alors s'installer avec Jim Morrison dans un autre appartement au troisième étage du 17-19, rue Beautreillis dans le 4e arrondissement de Paris.
Selon le témoignage de Marianne Faithfull, compagne de Jean de Breteuil à l'époque, celui-ci a livré à Pamela Courson la dose d'héroïne trop forte ayant provoqué la mort de Jim Morrison,. Après avoir eu un contact téléphonique avec Pamela Courson, selon Agnès Varda présente dans l'appartement, et s'être rendu au domicile du chanteur venant de mourir, il fait ses bagages et quitte la France le jour même pour se réfugier chez sa mère au Maroc,.

### Mort
Près d'un an après la mort de Jim Morrison, Jean de Breteuil meurt aussi d'une overdose d'héroïne à Tanger au Maroc, âgé de 22 ans, et est inhumé dans le caveau des marquis de Breteuil au cimetière de Choisel dans le département des Yvelines. Choisel est la commune où se trouve le château familial des Breteuil.